# Isla Hagemeister
La isla Hagemeister (en inglés: Hagemeister Island) es una isla situada a la orilla norte de la bahía de Bristol, Alaska, Estados Unidos.
La isla cuenta con 26 kilómetros de longitud y una superficie de 115,9 km² y su punto más alto está a 184 m. La isla está deshabitada.
Fue nombrada "Hagemeister" por el capitán ruso Ludwig von Hagemeister. Forma parte de la unidad marítima de Alaska.